# إدا وڭماض
إداوكماض هي جماعة قروية في إقليم تارودانت بجهة سوس ماسة جنوب المغرب. وهي تضم 7880 نسمة، حسب الإحصاء العام للسكان والسكنى لسنة 2014.
يقع مركز الجماعة على الطريق الوطنية رقم 10 بين أولوز وأولاد برحيل، ويبعد مركز الجماعة عن مدينة تارودانت بـ 70 كلم، وعن مدينة أولاد برحيل بـ 25 كلم، وعن مدينة أولوز بـ 10 كلم.

## دواوير الجماعة
- دوار تكاديرت نبوحموش
- دوار إرك نوفلا
- دوار إرك نوزدار
- دوار أيت اكيت
- دوار واوكديمت
- دوار واومسلاخت
- دوار تيرغ
- دوار تحشمومت
- دوار إغفري
- دوار إدحمو
- دوار تغزا
- دوار تكمي نتالاخت
- دوار إملالن
- دوار زاوية سيدي يوسف
- دوار اداوتيفت

## التعليم
قائمة المؤسسات التعليمية في جماعة إداوكماض:
- مجموعة مدارس الموحدين (المركزية: اكادير نتافوكت / الوحدات: تكمي نتلاخت - تكنضوت - ارك نوفلا)
- مجموعة مدارس تحشمومت (المركزية: تحشمومت / الوحدات: واوكديمت - ايت اكيت - وومسلاخت)
- مجموعة مدارس تهلا (المركزية: تهلا)
- إعدادية إداوكماض

## الجمعيات
قائمة الجمعيات في جماعة إداوكماض:
- جمعية تيرغ للتنمية والثقافة والرياضة (دوار تيرغ)
- جمعية .. (دوار ..)
- جمعية .. (دوار ..)